# 温庭筠
溫庭筠（801年？—866年），原名岐，字飛卿，太原祁（今山西祁縣）人，曾任國子監助教，後被貶方城，世称温助教、温方城。晚唐著名詩人、花間派詞人。精通音律，詞風濃綺豔麗。當時与李商隐、段成式文筆齐名，號称“三十六体”。与花间派词人韦庄合称“温韦”。

## 生平
生年不詳。溫庭筠的先世溫彥博官至宰相，但是到了溫庭筠這一代，其家世已衰微。弟弟溫庭皓。
溫庭筠早年丧父，被溫造收養。自幼好學，長於詩詞，扬州留后姚勖甚为赏识，多次以钱帛相赠。溫庭筠拿著錢逛歌摟妓院，姚勖聞知大怒，將溫庭筠揍了一頓。生性喜譏刺權貴，多觸諱忌。由於形貌奇醜，因號“溫鍾馗”。晚唐考试律赋，八韵一篇，温叉手一吟便成一韵，八叉八韵即告完稿，故时人亦称为“温八叉”。相國令狐绹曾央求温庭筠代筆二十首《菩萨蛮》词，温庭筠居然将此事传了开来，讓令狐绹大为不满。溫庭筠生性傲慢，喜讥讽权贵，更得罪了令狐绹。他鬱鬱不得志，進士屢不第，終官國子監助教。久困考場讓溫庭筠變得不修邊幅，經常出入秦樓楚館，沉迷女色，並寫下了大量的艷詞。咸通七年（866年）卒，享年約六十六歲。
溫庭筠與段成式兩家頗睦，互通詩文，輯為《漢上題襟集》，溫庭筠之女嫁段成式之子段安節。其子溫憲亦有才。

## 文學成就
溫庭筠的詞表達細膩，造語清新，善於描繪具體鮮明的形象，細密婉約，情意悠遠，主要描寫女性的生活與心理，文字華艷，工於雕琢，詞藻富香澤濃烈的脂粉氣和富貴氣。名作有《夢江南》。
溫庭筠的作品特色，《北夢瑣言》言他「才思艷麗，工於小賦，每入試，押官韻作賦，凡八叉手而八韻成」，時人稱「溫八叉」。溫庭筠詩風上承唐朝詩歌傳統，下啟五代文人填詞風氣之先。
溫庭筠作為詞人的地位很高。著有《握蘭》、《金荃》二集，均已散亡，現存的《花間集》收集了66闋他的詞作、列為篇首。溫庭筠詞風婉麗、情致含蘊、辭藻濃豔，今存310餘首，後世詞人如馮延巳、周邦彥、吳文英等多受他影響。

## 評價
- 張惠言《詞選序》記：“唐之詞人，溫庭筠最高，其言深美閎約。”
- 劉熙載《藝概》卷四《詞曲概》載：“溫飛卿詞精妙絕人，然類不出乎綺怨。”